# Liste der Lieder von Lena Meyer-Landrut
Dies ist eine Liste der Lieder der deutschen Sängerin Lena Meyer-Landrut. Aufgelistet sind alle Lieder ihrer Alben My Cassette Player (2010), Good News (2011), Stardust (2012), Crystal Sky (2015), Only Love, L (2019) und Loyal to myself (2024) sowie Single-B-Seiten und Projekte als Gastmusikerin. Die Titel sind alphabetisch sortiert.

## 4
| Titel    | Autoren | Album       | Jahr |
| -------- | --- | ----------- | ---- |
| 4 Sleeps | Laila Samuelsen, Lena Meyer-Landrut, Katrina Anne Noorbergen, Philip Boellhoff, Hannes Buescher, David Vogt | Crystal Sky | 2015 |

## A
| Titel                                                                       | Autoren                                                           | Album                                           | Jahr |
| --------------------------------------------------------------------------- | ----------------------------------------------------------------- | ----------------------------------------------- | ---- |
| A Good Day                                                                  | Audra Mae, Todd Edgar Wright                                      | Good News                                       | 2011 |
| A Million and One stieg durch Downloads in die Charts ein                   | Errol Rennalls, Stavros Ioannou                                   | Good News                                       | 2011 |
| A Whole New World Duett mit Richard Istel, Kandidat bei The Voice Kids 2014 | Alan Menken, Tim Rice                                             | I Love Disney                                   | 2014 |
| All I Want for Christmas Is You Cover von Mariah Carey                      | Mariah Carey, Walter Afanasieff                                   | Sing meinen Song – Das Weihnachtskonzert Vol. 4 | 2017 |
| All Kinds of Crazy                                                          | Lena Meyer-Landrut, Beatgees, Laila Samuelsen, Katrina Noorbergen | Crystal Sky                                     | 2015 |
| ASAP Duett mit Miss Li                                                      | Lena Meyer-Landrut, Linda Carlsson, Sonny Boy Gustafsson          | Stardust                                        | 2012 |
| At All                                                                      | Aloe Blacc                                                        | Good News                                       | 2011 |

## B
| Titel                                                              | Autoren                                                                       | Album                                                    | Jahr |
| ------------------------------------------------------------------ | ----------------------------------------------------------------------------- | -------------------------------------------------------- | --- |
| Back in Time                                                       | Simon Triebel, Beatgees, Laila Samuelsen, Lena Meyer-Landrut                  | Crystal Sky (Deluxe, Re-Release)                         | 2015 |
| Beat to My Melody                                                  | Sam Preston, Jonny Coffer, Katrina Noorbergen, Lena Meyer-Landrut             | Crystal Sky                                              | 2015 |
| Bee B-Seite auf Satellite, stieg durch Downloads in die Charts ein | Per Kristian Ottestad, Rosi Golan, Mayaeni Strauss                            | My Cassette Player                                       | 2010 |
| Bert, oh Bert deutsche Coverversion von Satellite                  | John Gordon, Julie Frost Deutscher Text: Gerd Ekken Gerdes                    | Sesamstraße präsentiert: Ernie und Bert singen mit Stars | 2017 Das Video wurde bereits 2011 im Sesamstraßenspecial Sesamstraße präsentiert: Ernie und Bert singen mit Stars im KiKa gezeigt |
| Better Duett mit Nico Santos                                       | Lena Meyer-Landrut, Nico Wellenbrink, Pascal Reinhardt, Kate Alexandra Morgan | Only Love, L (More Love Edition)                         | 2019 |
| Better News                                                        | Lena Meyer-Landrut, Ian Dench, Martin Sutton                                  | Stardust EP Optimistic (2021)                            | 2012 |
| Bliss Bliss                                                        | Tjeerd Bomhof, Elliot James, James Walsh                                      | Stardust                                                 | 2012 |
| Boundaries                                                         | Lena Meyer-Landrut, Nicolas Farmakalidis, Cameron Stymeist, Casey Cook        | Only Love, L EP Confident (2021)                         | 2019 |
| Break Free Cover von The BossHoss                                  | Sascha Vollmer, Alec Völkel                                                   | Sing meinen Song – Das Tauschkonzert Volume 4            | 2017 |
| Brown Blue Eyes                                                    | Lena Meyer-Landrut, Tobias Kuhn, Philipp Steinke                              | Loyal To Myself                                          | 2024 |

## C
| Titel                                                                    | Autoren                                                                              | Album                                           | Jahr |
| ------------------------------------------------------------------------ | ------------------------------------------------------------------------------------ | ----------------------------------------------- | ---- |
| Carol of the Bells Cover von The Bird and the Bee                        | Musik: Mykola Leontowytsch, Originaltext: Peter J. Wilhousky                         | Sing meinen Song – Das Weihnachtskonzert Vol. 4 | 2017 |
| Catapult feat. Kat Vinter & Little Simz                                  | Katarina Noorbergen, Beatgees, Laila Samuelsen, Simbiatu Ajikawo, Lena Meyer-Landrut | Crystal Sky                                     | 2015 |
| Caterpillar in the Rain                                                  | Stefan Raab, Lena Meyer-Landrut                                                      | My Cassette Player                              | 2010 |
| Crazy Sydney feat. Lena (Teilnehmertitel aus der Castingreihe Dein Song) | Sydney Eggleston                                                                     | Dein Song 2013                                  | 2013 |
| Crystal Sky                                                              | Beatgees, Lena Meyer-Landrut, Katrina Noorbergen, Laila Samuelsen                    | Crystal Sky                                     | 2015 |

## D
| Titel | Autoren | Album                                           | Jahr |
| --- | --- | ----------------------------------------------- | ---- |
| Day to Stay | Lena Meyer-Landrut, Sonny Boy Gustafsson, Linda Carlsson                                                                                                  | Stardust                                        | 2012 |
| Dear L | Lena Meyer-Landrut, Steven Bashir, Pascal Reinhardt, Joe Walter                                                                                           | Only Love, L EP Optimistic (2021)               | 2019 |
| Der, die, das (wer, wie, was – wieso, weshalb, warum – wer nicht fragt, bleibt dumm!) Titellied der deutschen Sesamstraße ab 1. Oktober 2012 | Musik: Ingfried Hoffmann, Text: Volker Ludwig | –                                               | 2012 |
| Don’t Give Up Cover von Peter Gabriel & Kate Bush. Duett mit Michael Patrick Kelly                                                           | Peter Gabriel | Sing meinen Song – Das Weihnachtskonzert Vol. 4 | 2017 |
| Don’t Lie to Me | Lena Meyer-Landrut, Philip Meckseper, Martin Willumeit, Joachim Piehl, Jonas Lang, David Hofmann, Chima Ede, Vania Khaleh-Pari, Matt James, Levin Dennler | Only Love, L                                    | 2019 |
| Don’t Panic | Lena Meyer-Landrut, Johnny McDaid, James Flannigan | Stardust                                        | 2012 |
| Drug Worth Doing | L. Meyer-Landrut, Alex Schwartz, Casey Smith, Jake Torrey, Joe Khajadourian, Potthoff                                                                     | Loyal To Myself                                 | 2024 |
| Du liebst mich nicht Cover von Sabrina Setlur                                                                                                | Musik: Moses Pelham, Martin Haas, Text: Sabrina Setlur | Sing meinen Song – Das Tauschkonzert Volume 4   | 2017 |
| Durch die Nacht Cover von Silbermond | Stefanie Kloß, Johannes Stolle | Sing meinen Song – Das Tauschkonzert Volume 4   | 2017 |

## F
| Titel      | Autoren                                        | Album           | Jahr |
| ---------- | ---------------------------------------------- | --------------- | ---- |
| First Love | Lena Meyer-Landrut, Walter, Geldreich, Simmons | Loyal To Myself | 2024 |

## G
| Titel      | Autoren                                                               | Album                            | Jahr |
| ---------- | --------------------------------------------------------------------- | -------------------------------- | ---- |
| Galaxies   | Robin Grubert, Stefan Skarbek, Nikki Flores, Lena Meyer-Landrut       | Crystal Sky (Deluxe, Re-Release) | 2015 |
| The Girl   | Melisa Bester, Karl Johan Rasmark, Laila Samuelsen                    | Crystal Sky                      | 2015 |
| Good Again | Lena Meyer-Landrut, Rebscher, Simmons                                 | Loyal To Myself                  | 2024 |
| Good News  | Audra Mae, Ferras Alqaisi                                             | Good News                        | 2011 |
| Goosebumps | Musik: Linda Carlsson, Sonny Boy Gustafsson, Text: Lena Meyer-Landrut | Stardust                         | 2012 |

## H
| Titel | Autoren                                                         | Album       | Jahr |
| ----- | --------------------------------------------------------------- | ----------- | ---- |
| Home  | Lena Meyer-Landrut, Jonny Coffer, Kathy Beth Young, Sam Preston | Crystal Sky | 2015 |

## I
| Titel | Autoren | Album                                           | Jahr                                                        |
| --- | --- | ----------------------------------------------- | ----------------------------------------------------------- |
| I Just Want Your Kiss                                                                                       | Stefan Raab, Daniel Schaub, Pär Lammers                                                                                       | My Cassette Player                              | 2010                                                        |
| I Like to Bang My Head                                                                                      | Stefan Raab, Lena Meyer-Landrut                                                                                               | My Cassette Player                              | 2010                                                        |
| I Like You                                                                                                  | Rosi Golan, Johnny McDaid | Good News                                       | 2011                                                        |
| I’m Black                                                                                                   | Lena Meyer-Landrut, Ian Dench, Martin Sutton                                                                                  | Stardust                                        | 2012                                                        |
| Ich steh immer wieder auf Deutsche Coverversion von Get back up again von Anna Kendrick aus dem Film Trolls | |                                                 | 2016                                                        |
| If I Wasn’t Your Daughter                                                                                   | Vincent Stein, Lena Meyer-Landrut, Nico Wellenbrink, Jamie Hartman, Konstantin Scherer                                        | Only Love, L                                    | 2017 Premiere bei Sing meinen Song – Das Tauschkonzert 2017 |
| In the Light                                                                                                | Aurora Aksnes, Ian Barter, Katrina Anne Noorbergen, Norma Jean Martine, Laila Samuelsen                                       | Crystal Sky                                     | 2015                                                        |
| I Miss You                                                                                                  | Lena Meyer-Landrut, Dewain Whitmore, Jr., Sofia Quinn, Teal Douville                                                          | Loyal To Myself                                 | 2024                                                        |
| Invisible                                                                                                   | Katrina Anne Noorbergen, Jonny Coffer, Sam Preston, Lena Johanna Therese Meyer-Landrut                                        | Crystal Sky                                     | 2015                                                        |
| It takes two                                                                                                | Lena Meyer-Landrut, Nico Wellenbrink, Konstantin Scherer, Chris Cronauer, Marc Lennard, Vincent Stein, Céline Dorka, Beatgees | Only Love, L (More Love Edition) EP Kind (2021) | 2019                                                        |

## J
| Titel                                               | Autoren    | Album | Jahr |
| --------------------------------------------------- | ---------- | ----- | ---- |
| Just You And I (Live Session) Tom Walker feat. Lena | Tom Walker | –     | 2019 |

## K
| Titel          | Autoren                                                                | Album                           | Jahr |
| -------------- | ---------------------------------------------------------------------- | ------------------------------- | ---- |
| Keep On Living | Rosi Golan, Tim Myers, Richard Stannard, Ash Howes, Lena Meyer-Landrut | Crystal Sky EP Confident (2021) | 2015 |

## L
| Titel                                                                  | Autoren | Album                            | Jahr |
| ---------------------------------------------------------------------- | --- | -------------------------------- | ---- |
| Lang lebe die Gang Kollaboration mit der Gruppe Genetikk               | – | –                                | 2017 |
| Lass mich träumen                                                      | Lena Meyer-Landrut | Loyal To Myself                  | 2024 |
| Let Me Dream                                                           | Lena Meyer-Landrut, Nicolas Rebscher, Sophie Simmons                                                                   | Loyal To Myself                  | 2024 |
| Lille katt                                                             | Georg Riedel, Astrid Lindgren                                                                                          | Stardust                         | 2012 |
| Lifeline                                                               | Afshin Salmani, Lena Meyer-Landrut, Joshua Kissiah Cumbee                                                              | Crystal Sky                      | 2015 |
| Life was a Beach                                                       | Lena Meyer-Landrut, Marcus Brosch, Pascal Reinhardt, Joe Walter, Jonas Shandel, Molly Irvine, Philipp Albinger         | Only Love, L                     | 2019 |
| Looking for Love erschien als Single                                   | Lena Meyer-landrut, Johannes Walter Mueller, David Vogt, Hannes Buescher, Sipho Sililo, Philip Boellhoff, Yanek Staerk | Bonus auf Loyal To Myself (2024) | 2022 |
| Lost in You                                                            | Vincent Stein, Lena Meyer-Landrut, Nico Wellenbrink, Wim Treuner, Konstantin Scherer                                   | Non-Album-Track                  | 2017 |
| Love                                                                   | Lena Meyer-Landrut, Nico Wellenbrink, Beatgees, Joe Walter                                                             | Only Love, L                     | 2019 |
| Love Me B-Seite auf Satellite, stieg durch Downloads in die Charts ein | Stefan Raab, Lena Meyer-Landrut                                                                                        | My Cassette Player               | 2010 |
| Loyal To Myself                                                        | Lena Meyer-Landrut, Rebscher, Sam Merrifield, Hannah Wilson                                                            | Loyal To Myself                  | 2024 |
|                                                                        | |                                  |      |

## M
| Titel                                                          | Autoren | Album                                         | Jahr                                                   |
| -------------------------------------------------------------- | --- | --------------------------------------------- | ------------------------------------------------------ |
| Mama Cover von The Kelly Family                                | Michael Patrick Kelly                                                                                      | Sing meinen Song – Das Tauschkonzert Volume 4 | 2017                                                   |
| Mama Told Me stieg durch Downloads in die Charts ein           | Stefan Raab, Lena Meyer-Landrut                                                                            | Good News                                     | 2011                                                   |
| Maybe stieg durch Downloads in die Charts ein                  | Daniel Schaub, Pär Lammers                                                                                 | Good News                                     | 2011                                                   |
| Mean Girls                                                     | Lena Meyer-Landrut, Rebscher, Simmons                                                                      | Loyal To Myself                               | 2024                                                   |
| Meine Heimat Deutsche Version von Home. Duett mit Moses Pelham | Lena Meyer-Landrut, Jonny Coffer, Kathy Beth Young, Sam Preston, Arrangement: Moses Pelham und Martin Haas | –                                             | 2017 Premiere bei Sing meinen Song – Das Tauschkonzert |
| Moonlight                                                      | Per Kristian Ottestad, Rosi Golan, Mayaeni Strauss                                                         | Stardust (iTunes-Edition)                     | 2012                                                   |
| Mr. Arrow Key                                                  | Lena Meyer-Landrut, Sonny Boy Gustafsson, Linda Carlsson                                                   | Stardust                                      | 2012                                                   |
| Mr. Curiosity Cover von Jason Mraz                             | Lester A. Mendez, Dennis James Morris, Jason Thomas Mraz                                                   | My Cassette Player                            | 2010                                                   |
| My Cassette Player                                             | Stefan Raab, Lena Meyer-Landrut                                                                            | My Cassette Player                            | 2010                                                   |
| My Same Cover von Adele                                        | Adele Laurie Blue Adkins                                                                                   | My Cassette Player                            | 2010                                                   |

## N
| Titel                            | Autoren                                              | Album                                         | Jahr |
| -------------------------------- | ---------------------------------------------------- | --------------------------------------------- | ---- |
| Natalie Cover von Mark Forster   | Mark Ćwiertnia                                       | Sing meinen Song – Das Tauschkonzert Volume 4 | 2017 |
| Neon (Lonely People)             | Lena Meyer-Landrut, Pauline Taylor, Matthew Benbrook | Stardust                                      | 2012 |
| New Shoes Cover von Paolo Nutini | Mathew Benbrook, Jim Duguid, Paolo Nutini            | My Cassette Player (Platin Edition)           | 2010 |
| Not Following                    | Jonny Lattimer, Elena Jane Goulding                  | My Cassette Player                            | 2010 |
| Note to myself                   | Lena Meyer-Landrut, Steven Bashir, Patrick Salmy     | Only Love, L EP Kind (2021)                   | 2019 |

## O
| Titel | Autoren                                                         | Album                             | Jahr |
| ----- | --------------------------------------------------------------- | --------------------------------- | ---- |
| Ok    | Lena Meyer-Landrut, Beatgees, Larissa Herden & Jenniffer Kästel | Only Love, L EP Optimistic (2021) | 2019 |

## P
| Titel                                                | Autoren                                       | Album        | Jahr |
| ---------------------------------------------------- | --------------------------------------------- | ------------ | ---- |
| Pink Elephant                                        | John Gordon, Ginger Mackenzie, Mathias Ramson | Stardust     | 2012 |
| Private Thoughts                                     | Lena Meyer-Landrut, Jeff Shum, Jimmy Burney   | Only Love, L | 2019 |
| Push Forward stieg durch Downloads in die Charts ein | Daniel Schaub, Pär Lammers                    | Good News    | 2011 |

## R
| Titel                                                                                     | Autoren                                                    | Album           | Jahr |
| ----------------------------------------------------------------------------------------- | ---------------------------------------------------------- | --------------- | ---- |
| Right Reasons                                                                             | Lena Meyer-Landrut, Joe Walter, Michael Geldreich, Simmons | Loyal To Myself | 2024 |
| Regenbogen Duett mit Mark Forster, deutsche Coverversion von True Colors von Cyndi Lauper | Billy Steinberg, Tom Kelly                                 | Trolls (O.S.T.) | 2016 |
| Run Charlie                                                                               | Lena Meyer-Landrut, Rebscher, Simmons                      | Loyal To Myself | 2024 |

## S
| Titel | Autoren | Album                                         | Jahr |
| --- | --- | --------------------------------------------- | ---- |
| Satellite erschien in 3 Versionen als Single, Siegersong vom Eurovision Song Contest 2010 mit 246 Punkten       | John Gordon, Julie Frost | My Cassette Player                            | 2010 |
| Satellite (Rockabilly Version) Opener vom Eurovision Song Contest 2011, stieg durch Downloads in die Charts ein | John Gordon, Julie Frost | Non Album Track                               | 2011 |
| Scared | Lena Meyer-Landrut, Pascal Reinhardt, Joe Walter                                                                                   | Only Love, L                                  | 2019 |
| Schlaft alle | Georg Riedel, Astrid Lindgren, Helmut Harun                                                                                        | Giraffenaffen 3                               | 2014 |
| Seeräuber-Opa Fabian                                                                                            | Georg Riedel, Helmut Harun | Giraffenaffen                                 | 2012 |
| See You Later                                                                                                   | Lena Meyer-Landrut, Geldreich, Simmons                                                                                             | Loyal To Myself                               | 2024 |
| Sex in the Morning feat. Ramz                                                                                   | Lena Meyer-Landrut, Jimmy Harry, Iman Jordan, Chima Ede, Martin Willumeit, Jonas Lang, Joachim Piehl, David Hofmann, Levin Dennler | Only Love, L                                  | 2019 |
| Skinny Bitch | Lena Meyer-Landrut, Max Mostley, Norma Jean Martine                                                                                | Only Love, L                                  | 2019 |
| Sleep Now | Heiko Fischer, Katrina Noorbergen, Alexander Rethwisch, Konstantin Rethwisch                                                       | Crystal Sky EP Kind (2021)                    | 2015 |
| Sólo Contigo Kollaboration mit Topic und Juan Magán                                                             | Nico Wellenbrink, Juan Magán, Tobias Topic, Patrik Jean, Melanie Joy Fontana, Lena Meyer-Landrut                                   | Non-Album Track                               | 2018 |
| Stardust erschien als Single                                                                                    | Rosi Golan, Tim Myers | Stardust EP Confident (2021)                  | 2012 |
| Strip erschien als Single                                                                                       | Lena Meyer-Landrut, Nicolas Bosslau, Sophie Alexandra Tweed-Simmons                                                                | Bonus auf Loyal To Myself (2024)              | 2021 |
| Straitjacket erschien als Single                                                                                | Lena Meyer-Landrut, Hailey Collier, Nikolay Mohr & Sophie Brenan                                                                   | Bonus auf Loyal To Myself (2024)              | 2023 |
| Stuck inside | Lena Meyer-Landrut, Max Mostley, Norma Jean Martine                                                                                | Only Love, L                                  | 2019 |
| Superior Cover von Gentleman                                                                                    | Tilmann Otto | Sing meinen Song – Das Tauschkonzert Volume 4 | 2017 |

## T
| Titel                                                                                            | Autoren                                                                                      | Album                            | Jahr |
| ------------------------------------------------------------------------------------------------ | -------------------------------------------------------------------------------------------- | -------------------------------- | ---- |
| Taken by a Stranger Deutscher Beitrag zum Eurovision Song Contest 2011, erschien als Single      | Nicole Morier, Gus Seyffert, Monica Birkenes                                                 | Good News                        | 2011 |
| Teenage Girls                                                                                    | Viktoria Hansen, Lili Tarkow-Reinisch, Yacine Azeggagh                                       | Good News                        | 2011 |
| Thank You                                                                                        | Beatgees, Lena Meyer-Landrut, Simon Triebel, Fraser T. Smith, Jessica Glynne & Janee Bennett | Only Love, L EP Confident (2021) | 2018 |
| That Again                                                                                       | Stefan Raab                                                                                  | Good News                        | 2011 |
| Time B-Seite der Single Stardust Cover von Ben’s Brother stieg durch Downloads in die Charts ein | Ian Mack, Jamie Hartman                                                                      | Non Album Track                  | 2012 |
| To the Moon                                                                                      | Lena Meyer-Landrut, Alexander Schroer                                                        | Stardust EP Kind (2021)          | 2012 |
| Touch a New Day erschien als Single                                                              | Stefan Raab                                                                                  | My Cassette Player               | 2010 |
| Traffic Lights erschien als Single                                                               | Harry Sommerdahl, Hayley Aitken, Alexander James                                             | Crystal Sky                      | 2015 |

## U
| Titel       | Autoren                               | Album           | Jahr |
| ----------- | ------------------------------------- | --------------- | ---- |
| Unbreakable | Lena Meyer-Landrut, Rebscher, Simmons | Loyal To Myself | 2024 |

## W
| Titel                                                                                  | Autoren                                                  | Album                                                                           | Jahr |
| -------------------------------------------------------------------------------------- | -------------------------------------------------------- | ------------------------------------------------------------------------------- | ---- |
| We Can’t Go On B-Seite auf Touch a New Day, wurde hauptsächlich zum Download angeboten | Daniel Schaub, Pär Lammers                               | My Cassette Player (Platin Edition)                                             | 2010 |
| We Roam B-Seite der Single Traffic Lights                                              | Beatgees, Laila Samuelsen, Katrina Noorbergen            | Crystal Sky                                                                     | 2015 |
| What a Man Cover von Linda Lyndell                                                     | Dave Crawford                                            | What a Man (O.S.T.) Good News – Platin Edition                                  | 2011 |
| What Happened to Me                                                                    | Stefan Raab, Lena Meyer-Landrut                          | Good News                                                                       | 2011 |
| What I Want erschien als Single                                                        | Lena Meyer-Landrut, Joe Walter, Pascal Reinhardt (Kalli) | Bonus auf Loyal To Myself (2024)                                                | 2023 |
| Wild & Free erschien als Single                                                        | Sarah Connor, Tim Myers, Beatgees, Lena Meyer-Landrut    | Fack ju Göhte 2 (O.S.T.) Crystal Sky – Extended Re-Release EP Optimistic (2021) | 2015 |
| Who’d Want to Find Love                                                                | Jonny Lattimer, Elena Jane Goulding                      | Good News – Live (DVD) Good News – Platin Edition                               | 2011 |
| Wonderful Dreaming                                                                     | Stefan Raab, Lena Meyer-Landrut                          | My Cassette Player                                                              | 2010 |

## Y
| Titel             | Autoren     | Album              | Jahr |
| ----------------- | ----------- | ------------------ | ---- |
| You Can’t Stop Me | Stefan Raab | My Cassette Player | 2010 |